# (395) Delia
(395) Delia es un asteroide perteneciente al cinturón de asteroides descubierto el 30 de noviembre de 1894 por Auguste Honoré Charlois desde el observatorio de Niza, Francia.
Está nombrado por Delia, sobrenombre de Artemis por haber nacido en Delos.